# 충수암
충수암 또는 막창자꼬리암(Appendix cancer)은 충수에 생기는, 상대적으로 드문 암으로, 위장관 기질 종양에 속한다. 충수에서는 원발성 림프종도 생길 수 있으며, 유방암이나 대장암의 종양이 충수로 전이될 수도 있다.

## 진단

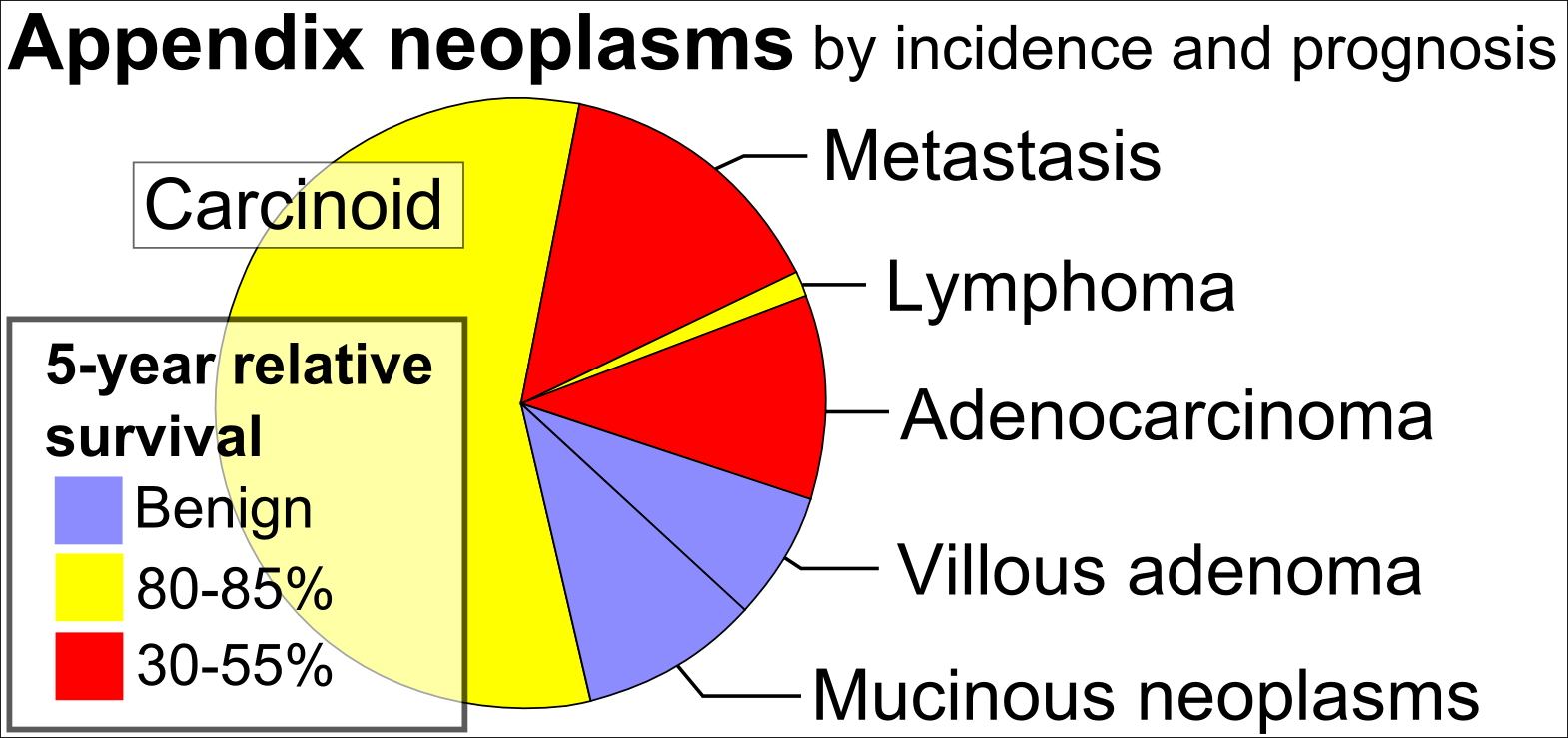
충수암의 종양 종류별 발생 수와 발생 예측 수.

충수에 발병하는 암은 카르시노이드 종양으로 인한 암이 제일 많으며, 다른 형태로는 선암종 점액, 기타 선암종, 원발성 자궁 경부선암 등이 있다.

### 카르시노이드

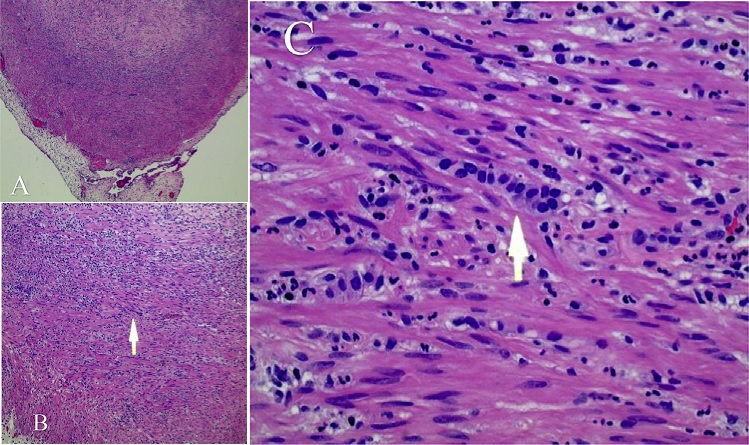
충수암의 조직병리학적 사진. 화살표는 신경내분비세포의 군집이며, 급성 충수염에 해당하는 염증 세포도 존재한다.

카르시노이드는 창자에 생기는 신경내분비 종양이다. 악성 및 양성을 모두 포함한 카르시노이드의 발생률은 연간 10만 명 중 0.15명으로, 보통 40~50대에 많이 생기며, 전체 환자 중 4분의 3 가량은 종양이 충수에 발생한다. 이유는 알 수 없으나, 여성과 백인의 카르시노이드 발생률이 약간 더 높다. 카르시노이드의 5년생존율은 일반적인 경우 70~80%이며, 암이 진행된 경우 12~28%이다.

### 선암종 종양

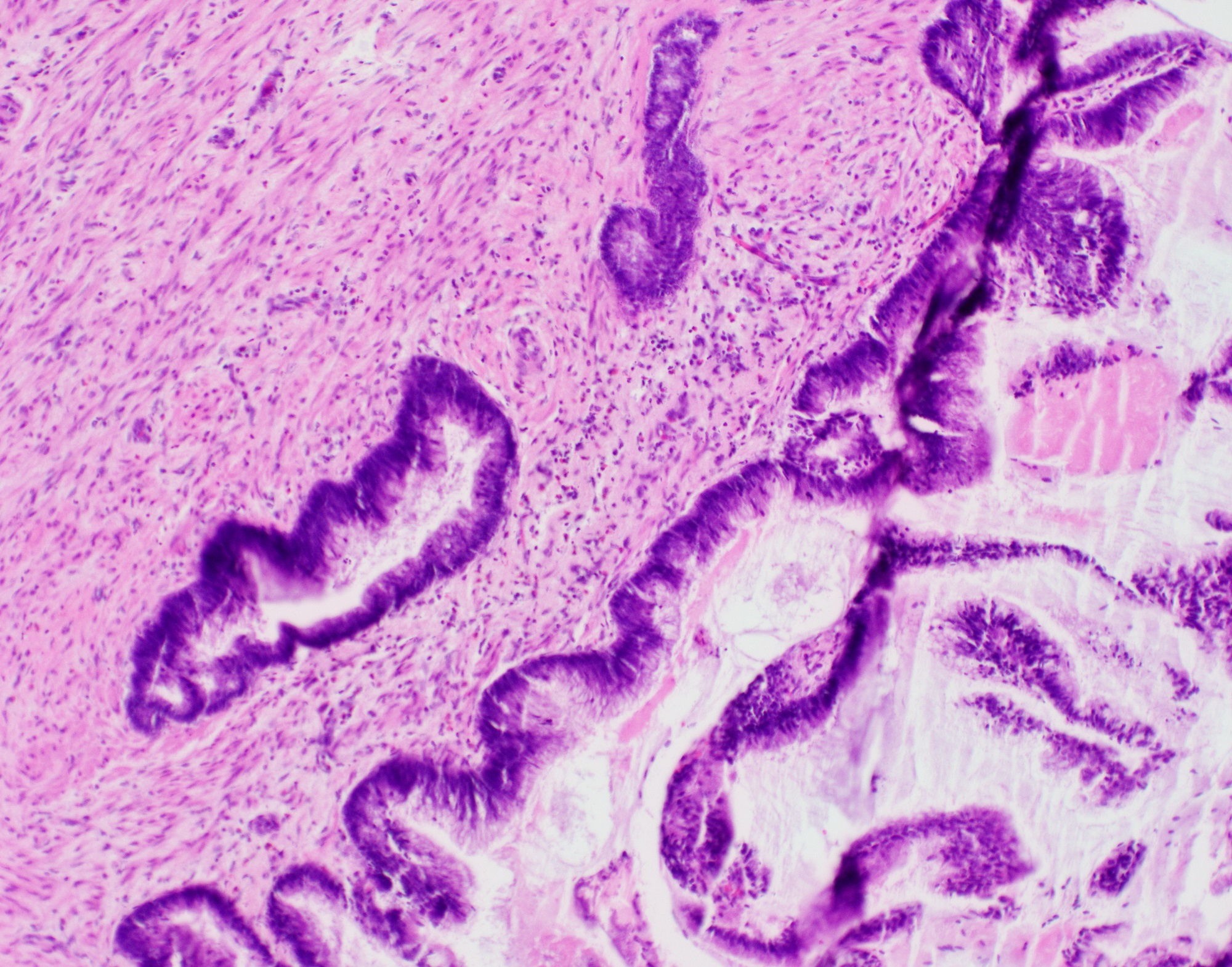
충수 선암종 종양.

충수 선암종 종양(appendiceal mucinous neoplasm)을 과거에는 점액낭샘종(mucinous cystadenoma)이라고 불렀다.

## 치료
악성화되지 않은 크기 2 cm 이내의 작은 카르시노이드는 충수 절제술을 통해 제거한다. 다른 카르시노이드(신경내분비 종양)와 선암종은 별도로 결장 절제술이 필요할 수도 있다.
복강거짓점액종(Pseudomyxoma peritonei)은 종양과, 종양의 영향을 받은 복부 및 골반의 장기 일부를 제거하는 세포감퇴수술을 진행한 후, 복막강에 화학요법을 시행함으로서 남은 종양을 제거한다.

## 역학적 연구
미국에서의 악성 종양 연구에서는, 연간 인구 100만 명 당 카르시노이드 발생 횟수를 0.12회로 추산하였다. 이 결과에는 악성화되지 않은 카르시노이드는 포함되지 않았다. 카르시노이드는 충수염으로 인한 충수 절제술 과정에서 300~400건 당 1번 가량의 빈도로 발견된다.
충수암 환자 4765명을 조사한 연구에서는, 충수암의 발생률이 종양의 종류, 나이, 성별, 암의 진행 정도와 관련 없이 증가하는 경향을 보인다고 보았는데, 증가하는 원인은 밝혀지지 않았으나, 1990년대 이후 컴퓨터단층촬영 사용이 증가하며 수술 이외의 방법으로 암을 발견하는 경우가 늘어났기 때문이라는 주장이 있다.

## 유명한 사례
배우 오드리 헵번은 충수암에 걸려, 1993년 사망하였다. ESPN의 스포츠 방송 앵커 스튜어트 스콧은 2007년 충수암 진단을 받아, 2015년 사망하였다. 2023년 4월 렉섬 AFC의 팬이었던 제이 피어는, 충수암 말기 투병 중 할리우드의 유명인인 라이언 레이놀즈를 만나고 싶다는 의사를 밝혔는데, 실제로 며칠 후 라이언 레이놀즈는 제이 피어와 가족을 만났다. 피어는 같은 해 5월 26일 사망하였다.